# 豊田村 (愛知県中島郡)
豊田村（とよだむら）は、愛知県中島郡にかつてあった村。
現在の稲沢市の南部（西溝口町・野崎町・堀之内町・北麻績町・福島町・千代など）に該当する。

## 歴史
- 1889年（明治22年）10月1日 - 西溝口村、野崎村、堀ノ内村、北麻績村、福島村が合併し、豊田村となる。
- 1902年（明治35年）4月25日 - 梅代村の一部（千代）を編入する。
- 1906年（明治39年）5月10日 - 実田村、吉田村、三宅村、及び大江村の一部、井長谷村の一部と合併し、千代田村発足。豊田村は廃止。